# Yōko Shinozaki
Yōko Shinozaki (jap. 篠崎洋子 Shinozaki Yōko; ur. 29 stycznia 1945 w Ōmiyi) – japońska siatkarka, medalistka olimpijska.

## Osiągnięcia reprezentacyjne
- Igrzyska Olimpijskie 1964